# Panstrongylus geniculatus
Panstrongylus geniculatus Latreille, 1811 è un insetto rincote ematofago, noto quale presunto vettore minore nella trasmissione di agenti infettivi come Trypanosoma cruzi agli esseri umani che può provocare la Malattia di Chagas.
La specie, vive soprattutto nelle foreste umide, ma è anche nota una sua presenza nelle tane di Mammiferi come Dasipodidi, Chirotteri e Didelfidi, ed è responsabile della diffusione enzootica di Trypanosoma cruzi presso queste specie.
È diffuso in 16 paesi dell'America Latina.